# Pradă
Ca pradă este cunoscut în biologie ca un animal care este prins (vânat) și ucis în scopuri alimentare de către un alt animal numit prădător. În regnul animal cel mai des pradă devin animalele erbivore și omnivore iar prădători cele carnivore.
Modalități de scăpare ale prezumtivelor prăzi:
- Fuga - alergare, zbor sau înot (cerb, antilope, unele păsări și pești)
- Ascundere - în pământ, vizuine, tufe (iepurii)

Metode de camuflare:
- anatomice - prin asemănarea anatomică cu un băț o frunză sau o piatră
- teatrale - animale care se prefac că sunt moarte sau șerpi care se prefac că sunt veninoși.

Animalele care sunt urmărite de prădători au în general arme de apărare: coarne (antilope, cerbi) carapace dură (broaște țestoase), țepi (arici).
Numărul dintre prădători și prăzi influențează în mod direct dinamica populației animale.